# Robert Pinsky
Robert Pinsky (Long Branch, 20 de outubro de 1940) é um poeta, ensaísta, crítico de literatura e tradutor norte-americano. De 1997 a 2000, foi poeta laureado dos Estados Unidos.